# Gubernatorzy Muhafazy Gazy
Gubernatorzy Muhafazy Gazy (arab. محافظو محافظة غزة) – organ administrujący Muhafazę Gazy. Stanowisko zostało utworzone w 1996, funkcja ta nadawana jest przez prezydenta.

## Lista gubernatorów
| # | Zdjęcie | Imię i nazwisko      | Kadencja                      | Partia polityczna |
| - | ------- | -------------------- | ----------------------------- | ----------------- |
| 1 |         | Muhammad al-Kudwa    | 1996 – lipiec 2014            | Al-Fatah          |
| 2 |         | Abdullah Al-Efrangi  | lipiec 2014 – 31 grudnia 2017 | Al-Fatah          |
| 3 |         | Ibrahim Abu an-Nadża | 31 grudnia 2017 – nadal       | Al-Fatah          |